# Петры (Карелия)
Петры — деревня в составе Великогубского сельского поселения Медвежьегорского района Республики Карелия, комплексный памятник истории.

## Общие сведения
Расположена на острове Большой Клименецкий в северной части Онежского озера.

## Интересные факты
Крестьянин деревни Петры Трегубов Василий Иванович (?—1916), герой Первой мировой войны, рядовой, был награждён военными орденами Святого Георгия 3-й и 4-й степени. Убит в бою.
Крестьянин деревни Лахта Савельев Степан Фёдорович (?— после 1926), герой Первой мировой войны, рядовой, был награждён военным орденом Святого Георгия 4-й степени.

## Население
Численность населения в 1905 году составляла 92 человека.
| 2002 | 2010 | 2013 |
| ---- | ---- | ---- |
| 0    | ↗1   | ↘0   |